# Список видов семейства Filistatidae
Список всех описанных видов пауков семейства Filistatidae на 4 декабря 2013 года.

## Afrofilistata
Afrofilistata Benoit, 1968
- Afrofilistata fradei (Berland & Millot, 1940) — Западная и Центральная Африка

## Andoharano
Andoharano Lehtinen, 1967
- Andoharano decaryi (Fage, 1945) — Мадагаскар
- Andoharano grandidieri (Simon, 1901) — Мадагаскар
- Andoharano milloti Legendre, 1971 — Мадагаскар
- Andoharano monodi Legendre, 1971 — Мадагаскар

## Filistata
Filistata Latreille, 1810
- Filistata annulipes Kulczynski, 1908 — Кипр
- Filistata brignolii Alayon, 1981 — Мексика
- Filistata canariensis Schmidt, 1976 — Канарские острова
- Filistata chiardolae Caporiacco, 1934 — Каракорум
- Filistata gibsonhilli Savory, 1943 — Остров Рождества
- Filistata gomerensis Wunderlich, 1992 — Канарские острова
- Filistata insidiatrix (Forsskal, 1775) — от Средиземноморья до Туркменистана, Кабо-Верде
- Filistata longiventris Yaginuma, 1967 — Япония
- Filistata marginata Kishida, 1936 — Тайвань, Япония
- Filistata napadensis Patel, 1975 — Индия
- Filistata pseudogomerensis Wunderlich, 1992 — Канарские острова
- Filistata puta O. P.-Cambridge, 1876 — Северная Африка, Сирия
- Filistata rufa Caporiacco, 1934 — Каракорум
- Filistata seclusa O. P.-Cambridge, 1885 — Яркенд, Каракорум, Гималаи
- Filistata tarimuensis Hu & Wu, 1989 — Китай
- Filistata teideensis Wunderlich, 1992 — Канарские острова
- Filistata tenerifensis Wunderlich, 1992 — Канарские острова
- Filistata xizanensis Hu, Hu & Li, 1987 — Тибет

## Filistatinella
Filistatinella Gertsch & Ivie, 1936
- Filistatinella crassipalpis (Gertsch, 1935) — США
- Filistatinella domestica Desales-Lara, 2012 — Мексика
- Filistatinella palaciosi Jimenez & Palacios-Cardiel, 2012 — Мексика

## Filistatoides
Filistatoides F. O. P.-Cambridge, 1899
- Filistatoides insignis (O. P.-Cambridge, 1896) — Гватемала, Куба
- Filistatoides milloti (Zapfe, 1961) — Чили

## Kukulcania
Kukulcania Lehtinen, 1967
- Kukulcania arizonica (Chamberlin & Ivie, 1935) — США
- Kukulcania brevipes (Keyserling, 1883) — Перу, Чили
- Kukulcania geophila (Chamberlin & Ivie, 1935) — США
  - Kukulcania geophila wawona (Chamberlin & Ivie, 1942) — США
- Kukulcania hibernalis (Hentz, 1842) — Новый свет
- Kukulcania hurca (Chamberlin & Ivie, 1942) — США
- Kukulcania isolinae (Alayon, 1972) — Куба
- Kukulcania tractans (O. P.-Cambridge, 1896) — Мексика
- Kukulcania utahana (Chamberlin & Ivie, 1935) — США

## Lihuelistata
Lihuelistata Ramirez & Grismado, 1997
- Lihuelistata metamerica (Mello-Leitao, 1940) — Аргентина

## Microfilistata
Microfilistata Zonstein, 1990
- Microfilistata ovchinnikovi Zonstein, 2009 — Туркменистан
- Microfilistata tyshchenkoi Zonstein, 1990 — Таджикистан

## Misionella
Misionella Ramirez & Grismado, 1997
- Misionella jaminawa Grismado & Ramirez, 2000 — Бразилия
- Misionella mendensis (Mello-Leitao, 1920) — Бразилия, Аргентина

## Pholcoides
Pholcoides Roewer, 1960
- Pholcoides afghana Roewer, 1960 — Афганистан

## Pikelinia
Pikelinia Mello-Leitao, 1946
- Pikelinia arenicola Lise, Ferreira & Silva, 2010 — Бразилия
- Pikelinia colloncura Ramirez & Grismado, 1997 — Аргентина
- Pikelinia fasciata (Banks, 1902) — Галапагосские острова
- Pikelinia kiliani Muller, 1987 — Колумбия
- Pikelinia kolla Ramirez & Grismado, 1997 — Аргентина
- Pikelinia mahuell Ramirez & Grismado, 1997 — Аргентина
- Pikelinia patagonica (Mello-Leitao, 1938) — Аргентина
- Pikelinia puna Ramirez & Grismado, 1997 — Аргентина
- Pikelinia roigi Ramirez & Grismado, 1997 — Аргентина
- Pikelinia tambilloi (Mello-Leitao, 1941) — Аргентина
- Pikelinia ticucho Ramirez & Grismado, 1997 — Аргентина
- Pikelinia uspallata Grismado, 2003 — Аргентина

## Pritha
Pritha Lehtinen, 1967
- Pritha albimaculata (O. P.-Cambridge, 1872) — Израиль
- Pritha ampulla Wang, 1987 — Китай
- Pritha bakeri (Berland, 1938) — Новые Гибриды
- Pritha beijingensis Song, 1986 — Китай
- Pritha condita (O. P.-Cambridge, 1873) — Азорские острова, Остров Святой Елены
- Pritha crosbyi (Spassky, 1938) — Центральная Азия
- Pritha dharmakumarsinhjii Patel, 1978 — Индия
- Pritha garciai (Simon, 1892) — Филиппины
- Pritha hasselti (Simon, 1906) — Суматра, Ява, Сулавеси
- Pritha heikkii Saaristo, 1978 — Сейшеллы
- Pritha insularis (Thorell, 1881) — Никобарские острова
- Pritha littoralis (Roewer, 1938) — Новая Гвинея
- Pritha nana (Simon, 1868) — Средиземноморье
- Pritha nicobarensis (Tikader, 1977) — Адаманские острова, Никобарские острова
- Pritha pallida (Kulczynski, 1897) — Средиземноморье
- Pritha poonaensis (Tikader, 1963) — Индия
- Pritha spinula Wang, 1987 — Китай
- Pritha sundaica (Kulczynski, 1908) — Ява
- Pritha tenuispina (Strand, 1914) — Израиль
- Pritha zebrata (Thorell, 1895) — Мьянма

## Sahastata
Sahastata Benoit, 1968
- Sahastata ashapuriae Patel, 1978 — Индия
- Sahastata nigra (Simon, 1897) — от Средиземноморья до Индии
- Sahastata sabaea Brignoli, 1982 — Йемен

## Tricalamus
Tricalamus Wang, 1987
- Tricalamus albidulus Wang, 1987 — Китай
- Tricalamus biyun Zhang, Chen & Zhu, 2009 — Китай
- Tricalamus fuscatus (Nakatsudi, 1943) — Палау
- Tricalamus gansuensis Wang & Wang, 1992 — Китай
- Tricalamus jiangxiensis Li, 1994 — Китай
- Tricalamus lindbergi (Roewer, 1962) — Афганистан
- Tricalamus linzhiensis Hu, 2001 — Китай
- Tricalamus longimaculatus Wang, 1987 — Китай
- Tricalamus menglaensis Wang, 1987 — Китай
- Tricalamus meniscatus Wang, 1987 — Китай
- Tricalamus papilionaceus Wang, 1987 — Китай
- Tricalamus papillatus Wang, 1987 — Китай
- Tricalamus tetragonius Wang, 1987 — Китай
- Tricalamus xianensis Wang & Wang, 1992 — Китай

## Wandella
Wandella Gray, 1994
- Wandella alinjarra Gray, 1994 — Северные территории
- Wandella australiensis (L. Koch, 1873) — Квинсленд
- Wandella barbarella Gray, 1994 — Западная Австралия
- Wandella centralis Gray, 1994 — Западная Австралия, Северные территории
- Wandella diamentina Gray, 1994 — Квинсленд
- Wandella murrayensis Gray, 1994 — Южная Австралия, Виктория
- Wandella orana Gray, 1994 — Новый Южный Уэльс
- Wandella pallida Gray, 1994 — Западная Австралия
- Wandella parnabyi Gray, 1994 — Западная Австралия
- Wandella stuartensis Gray, 1994 — Западная Австралия, Южная Австралия, Новый Южный Уэльс
- Wandella waldockae Gray, 1994 — Западная Австралия

## Yardiella
Yardiella Gray, 1994
- Yardiella humphreysi Gray, 1994 — Западная Австралия

## Zaitunia
Zaitunia Lehtinen, 1967
- Zaitunia afghana (Roewer, 1962) — Афганистан
- Zaitunia alexandri Brignoli, 1982 — Иран
- Zaitunia beshkentica (Andreeva & Tyschchenko, 1969) — Таджикистан
- Zaitunia inderensis Ponomarev, 2005 — Казахстан
- Zaitunia maracandica (Charitonov, 1946) — Узбекистан
- Zaitunia martynovae (Andreeva & Tyschchenko, 1969) — Таджикистан
- Zaitunia medica Brignoli, 1982 — Иран
- Zaitunia monticola (Spassky, 1941) — Таджикистан
- Zaitunia persica Brignoli, 1982 — Иран
- Zaitunia schmitzi (Kulczynski, 1911) — Египт, Израиль
- Zaitunia zonsteini Fomichev & Marusik, 2013 — Казахстан

## Примечание
- Platnick, Norman I. (2014): The world spider catalog, version 14.5. American Museum of Natural History. doi:10.5531/db.iz.0001